# Ljubomir Davidović

Ljubomir Davidović

Ljubomir Davidović (serbisch-kyrillisch Љубомир Давидовић), auch: Ljuba Davidović (* 24. Dezember 1863 in Vlaško Polje, Serbien; † 19. Februar 1940 in Belgrad) war ein jugoslawischer Politiker. Er diente als Premierminister des Königreichs der Serben, Kroaten und Slowenen zwischen 1919 und 1920 sowie 1924.
Davidović wurde 1901 Mitglied des serbischen Parlaments und war Mitbegründer der Unabhängigen Radikalen Volkspartei, deren Oberhaupt er 1912 wurde. Von 1910 bis 1914 war er Bürgermeister von Belgrad. Zwischen 1914 und 1917 war er Kultusminister im Kabinett unter Ministerpräsident Nikola Pašić und 1918 in der ersten jugoslawischen Regierung.
1919 wurde er das Oberhaupt der neu gegründeten Demokratischen Partei, das er bis zum Ende seines Lebens blieb. Am 16. August 1919 wurde er mit ihr der dritte Premierminister des Königreichs Jugoslawien. Dieses Amt bekleidete er bis zum 19. Februar 1920. 1919–20 war er zudem der Vorsitzende der Demokratisch Sozialistischen Koalition. Am 28. Juli 1924 wurde er erneut Premierminister unter einer kurzlebigen Koalition aus Demokraten, slowenischen Geistlichen und bosnischen Muslimen mit der Unterstützung der Kroatischen Bauernpartei. Diese Koalition hielt nur knapp vier Monate und wurde am 6. November aufgelöst.